# Contea di Nanjiang
La contea di Nanjiang (南江县S, Nánjiāng XiànP) è una contea della Cina, situata nella provincia di Sichuan e amministrata dalla prefettura di Bazhong.